# AMC Eagle
O AMC Eagle é um veículo de passageio de tração nas quatro rodas fabricado e comercializado em uma única geração pela American Motors Corporation (AMC) para os anos dos modelos de 1980 a 1987 e continuou pela Chrysler Corporation após a aquisição da AMC em 1987, para o ano do modelo de 1988.
Introduzido em agosto de 1979 para o ano do modelo de 1980, os estilos de carroceria de cupê, sedã e perua foram baseados no AMC Concord. Em 1981, os modelos de duas portas baseados no AMC Spirit, o SX/4 e o Kammback, se juntaram à linha Eagle destinada a compradores iniciantes e vendas de frotas.
Uma conversão de conversível Sundancer para o modelo de duas portas do Eagle estava disponível durante 1981 e 1982. Em 1984, apenas as versões de sedã e perua estavam disponíveis. Para 1988, seu último ano do modelo, apenas uma perua foi oferecida, comercializada como a "Eagle Wagon". No entanto, o nome continuou a ser usado pela Chrysler Corporation como a marca de carros Eagle até 1998.
Os AMC Eagle eram os únicos carros de passeio de tração nas quatro rodas produzidos nos Estados Unidos na época. Todos os modelos apresentavam "conforto de carro de passeio, mais segurança de quatro rodas para segurança para qualquer clima". Os materiais de marketing da época se referem ao Eagle como um "veículo", "automóvel", "carro" ou "máquina esportiva". Embora a descrição não estivesse em uso na época, o AMC Eagle é amplamente reconhecido como o primeiro veículo crossover.